# Robert Ballaman
Robert Ballaman (Reconvilier, 21 de junho de 1926 - Zurique, 5 de setembro de 2011) foi um futebolista suíço que jogou como meio-campo.

## Carreira

### Clubes
Nascido em Reconvilier, Ballaman começou a jogar futebol com o FC Reconvilier aos 15 anos em 1946, em seguida passou a jogar no FC Biel-Bienne, onde ele iria ganhar o Nationalliga A, título de 1946-1947. Ele jogou um total de 14 temporadas na Nationalliga A com FC Biel-Bienne, Grasshopper Club Zürich e FC Winterthur, marcando 271 gols.

### Seleção
Ballaman ganhou 50 partidas e marcou 18 gols pela Seleção Suíça de Futebol. Ele jogou na Copa do Mundo de 1954, onde marcou 4 gols, levando a Suíça às quartas de final.